# Muuratjärvi
Der Muuratjärvi [ˈmuːrɑtjærvi], gelegentlich auch Muuramejärvi oder Muurajärvi genannt, ist ein See. Der Muuratjärvi bedeckt eine Fläche von rund 32 km²; der Pegel liegt bei durchschnittlich 90 Metern Meereshöhe.
Der Muuratjärvi befindet sich auf dem Gebiet der Gemeinden Muurame und Jyväskylä (Korpilahti) in der Landschaft Mittelfinnland. Er liegt westlich des Päijänne-Sees, in den er über den nur wenige hundert Meter kurzen Muurame-Fluss entwässert. Auf der Landenge zwischen den beiden Seen liegt das Gemeindezentrum von Muurame. 
Nennenswerte Inseln im See sind Vuohensalo, Iso-Selkäsaari, Vähä-Selkäsaari, Kaita, Myhkyrä, Jahko und Palosaari.